# Orde van de Valk
De koning van Denemarken regeerde tot 11 juli 1944 ook over IJsland en Z.M. Christiaan X van Denemarken en IJsland stichtte voor zijn IJslandse domein op 3 juli 1921 een Orde van de Valk (IJslands: "Hin íslenska fálkaorða"). De onderscheiding wordt voor verdienste voor IJsland en de mensheid toegekend en heeft vijf graden. Het is de enige ridderorde in IJsland.
De republiek IJsland verving de koning door een gekozen president die grootmeester van deze ridderorde is.
Benoemingen geschieden op zijn of haar voordracht en die van een "Raad van vijf".

## De graden van de orde
- Grootkruis met keten

Alleen de koningen, nu de IJslandse presidenten, en bevriende staatshoofden dragen de ordeketen.
- Grootkruis of "Stórkrossriddari"

De Grootkruisen dragen het kleinood aan een lint over de rechterschouder en een grote zilveren ster met opgelegd kruis op de linkerborst.
- Grote Ridder met Ster of "Stórriddari með stjörnu"

De Grote Ridders met Ster dragen het kleinood aan een lint om de hals en een kleine zilveren ster op de linkerborst.
- Grote Ridder of "Stórriddari"

De Grote Ridders dragen het kleinood aan een lint om de hals.
- Ridder of "Riddari"

De Ridders dragen het kleinood aan een tot een vijfhoek gevouwen lint van twee vingers breed op de linkerborst.

## De versierselen van de orde
De valk is de nationale vogel van IJsland en staat op deze nationale orde, de enige orde van IJsland, in zilver op een blauw medaillon afgebeeld. De beugelkroon met het koninklijke monogram boven het kleinood is in 1944 vervangen door een gestileerde lelie. Het kruis is van goud en de armen zijn wit geëmailleerd. Op de keerzijde is het monogram van de Deense koning in 1944 vervangen door de tekst "Seytjandi juni 1944". Alle versierselen zijn gelijk, maar in grootte verschillend. De verguld zilveren kruisen en de sterren moeten bij bevordering of overlijden worden teruggegeven aan de IJslandse regering.
Koninklijke onderscheidingen in deze orde zijn vrij zeldzaam en daarom ook kostbaar.
De grote ster heeft acht punten en een opgelegd kruis.
De kleine ster heeft alleen een medaillon met de valk in het midden.
De keten bestaat uit 25 geëmailleerde medaillons met de valk en 25 gouden medaillons met het wapen van IJsland.
Het lint is blauw met wit-rood-witte bies. Het wordt voor de Ridders in een vijfhoek opgemaakt.